# Michael Denton
Michael Denton - (25 de agosto de 1943) é um autor britânico-australiano e bioquímico. Em 1973 recebeu seu PhD em Bioquímica do King's College de Londres.
É um dos proponentes da Teoria do Design Inteligente
Embora Denton tenha desafiado o neodarwinismo com seu livro "Evolução: Uma Teoria em Crise", de 1985 ,muitas das visões de Denton, desde então, divergiram fora do movimento do Design Inteligente, Denton ainda aceita o design, mas abraça uma teoria evolucionária. Ele agora nega aspectos aleatórios para a biologia dos organismos, ele propôs uma teoria evolutiva que é uma "evolução dirigida" em seu livro "Destino Natures", de 1998. Vida de acordo com Denton não existia até que as condições iniciais do universo eram muito bem sintonizados (ver Afinado Universo) [7]. Denton foi influenciada por Lawrence Joseph Henderson (1878-1942), Davies e Paul Barrow John que defendeu um Princípio Antrópico no cosmos (Denton 1998, v, Denton 2005). Assim seu segundo livro "Nature de 1998 é a sua contribuição biológica no debate Princípio Antrópico, que é dominado pelos físicos. Ele defende uma lei evolutiva, como desdobramento da vida.